# Project Nomads
| Сводный рейтинг       | Сводный рейтинг       |
| Агрегатор             | Оценка                |
| --------------------- | --------------------- |
| GameRankings          | 66,66 %               |
| Metacritic            | 62 / 100 (13 обзоров) |
| MobyRank              | 74 / 100              |
| Иноязычные издания    |                       |
| Издание               | Оценка                |
| AllGame               | [ 4 ]                 |
| CVG                   | 8,5 / 10              |
| GameSpot              | 6,7 / 10              |
| GameSpy               | [ 7 ]                 |
| IGN                   | 6,3 / 10              |
| Русскоязычные издания |                       |
| Издание               | Оценка                |
| Absolute Games        | 75 %                  |
| «Домашний ПК»         | [ 10 ]                |
| «Игромания»           | 9,0 / 10              |
| «Страна игр»          | 8,5 / 10              |

Project Nomads («Проект „Бродяги“» в России) — компьютерная игра, сочетающая в себе жанры шутера от третьего лица и стратегии в реальном времени. Игра создана компанией Radon Labs и выпущена компанией cdv Software Entertainment в 2002 году. Фирма 1C в апреле 2003 года выпустила русифицированную версию проекта, подготовленную компанией Нивал.
Действие игры происходит на вымышленной планете Арес, мире гигантских парящих островов, оставшихся после взрыва самой планеты. Игрок перемещается на своём острове в поисках приключений, сражается с жителями других островов, собирает древние артефакты и раскрывает тайны прошлого.
Игра Project Nomads была названа лучшей игрой выставки ECTS 2001.